# Kirche Milkel

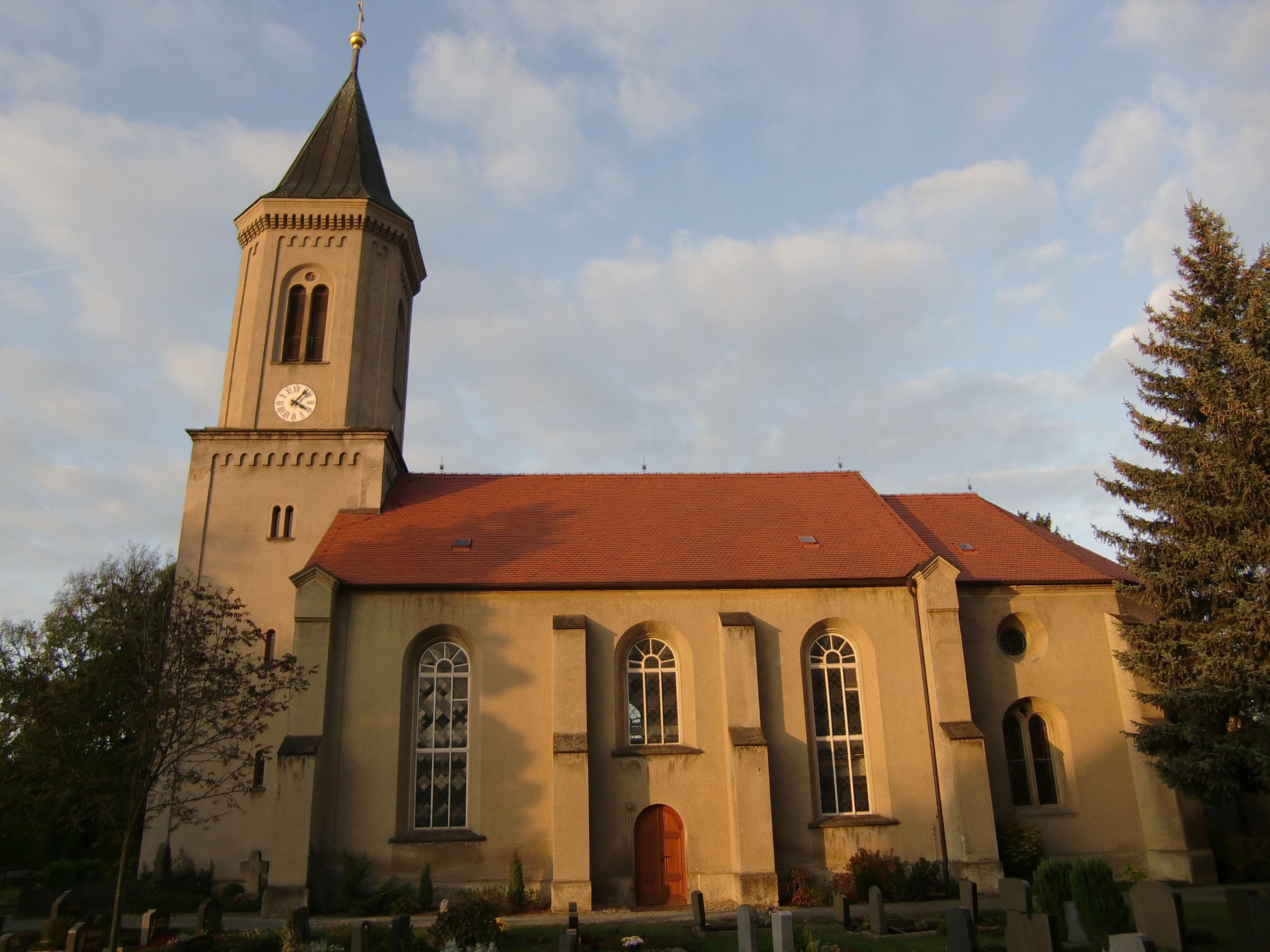
Kirche Milkel (2009)

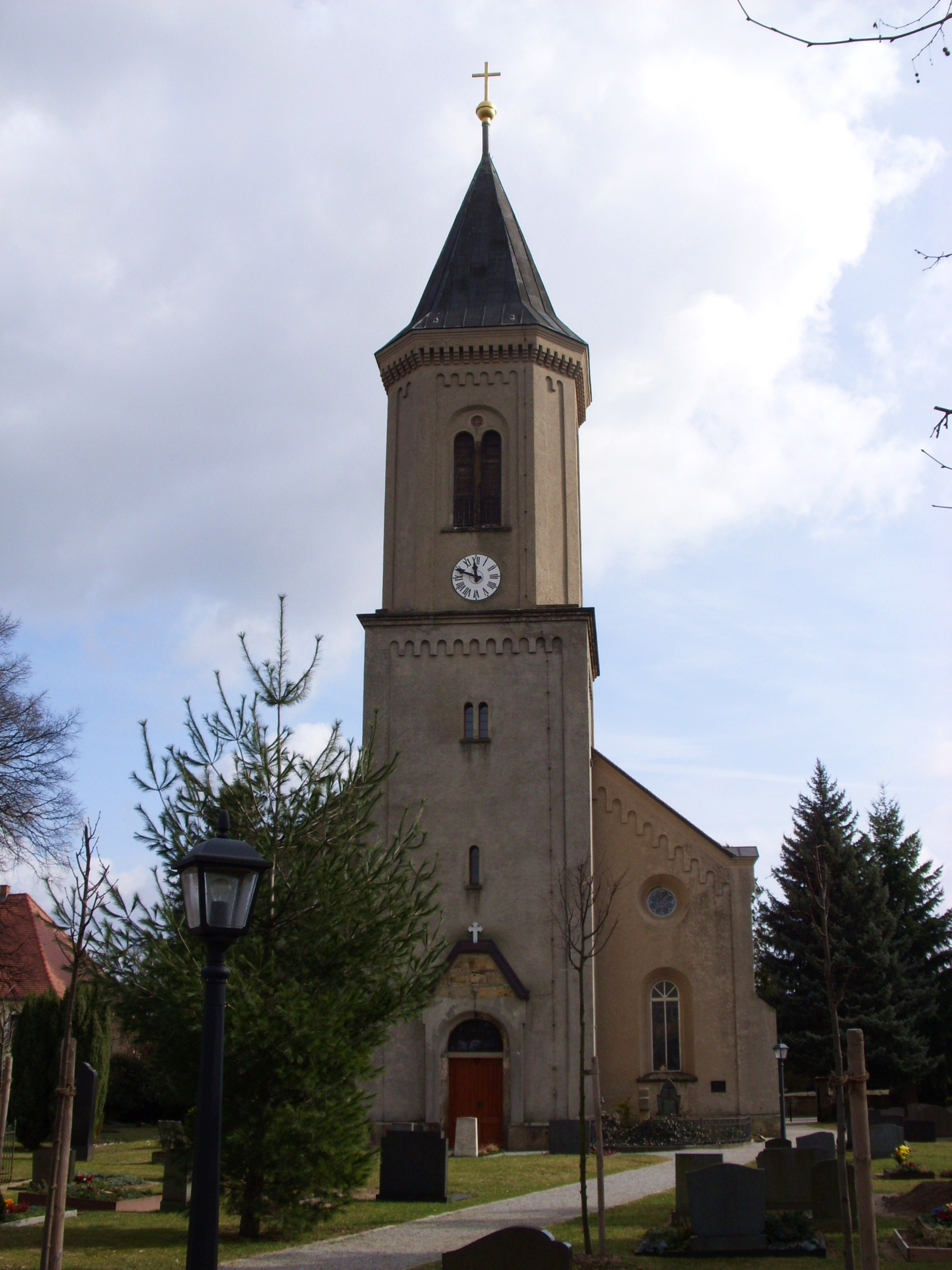
Blick zum Turm (2009)

Die Kirche Milkel (obersorbisch Minakałska cyrkej) ist das Kirchengebäude im Ortsteil Milkel der Gemeinde Radibor im Landkreis Bautzen in der sächsischen Oberlausitz. Es gehört der Kirchengemeinde Milkel-Luppa im Kirchenbezirk Bautzen-Kamenz der Evangelisch-Lutherischen Landeskirche Sachsens. Die Kirche steht aufgrund ihrer bau- und ortsgeschichtlichen Bedeutung unter Denkmalschutz.

## Architektur und Geschichte
Die Kirche von Milkel wurde ursprünglich im frühen 14. Jahrhundert gebaut und im Jahr 1322 erstmals erwähnt. 1550 wurde die Kirche durch einen Brand zerstört und danach neu aufgebaut, im Jahr 1616 wurde sie erweitert. Vom Dorfbrand 1752 blieb die Kirche verschont. In den Jahren 1744, 1827 und 1838 wurden umfangreiche Sanierungsarbeiten an der Kirche durchgeführt. 1857 wurden große Teile der Kirche abgerissen und diese im Stil der Neugotik unter Einbeziehung älterer Teile neu errichtet. 1890 wurde der Innenraum restauriert. Im Jahr 1996 wurde die Kirche mit einer elektrischen Glockenläuteanlage ausgestattet.
Die Kirche ist ein von Strebepfeilern umgebener Putzbau mit einem eingezogenen Chor mit Dreiachtelschluss und einem massiven quadratischen Westturm. Das Kirchenschiff hat große Rundbogenfenster, in der Mitte der Südwand befindet sich ein rundbogiges Eingangsportal. Im Bereich des Altarraums liegen Maßwerkfenster und Ochsenaugenfenster. Der leicht eingezogene Turm ist mit Ecklisenen und Rundbogenfries gegliedert, das Glockengeschoss hat abgeschrägte Ecken, an der Nord-, Süd-, Ost- und Westseite jeweils zwei Schallöffnungen und ist ebenfalls mit Rundbogenfries versehen. Abgeschlossen wird der Turm durch ein Pyramidendach mit Turmkugel und Kreuz.
Im Innenraum hat die Kirche eine flache Putzdecke und eine eingeschossige, schlicht gefasste und dreiseitige Holzempore. An der Nordseite des Altarraums befinden sich Logenräume mit Rundbogen- und Segmentbogenfenstern, die teilweise als Buntglasfenster mit Darstellungen der Evangelisten versehen sind.

## Ausstattung

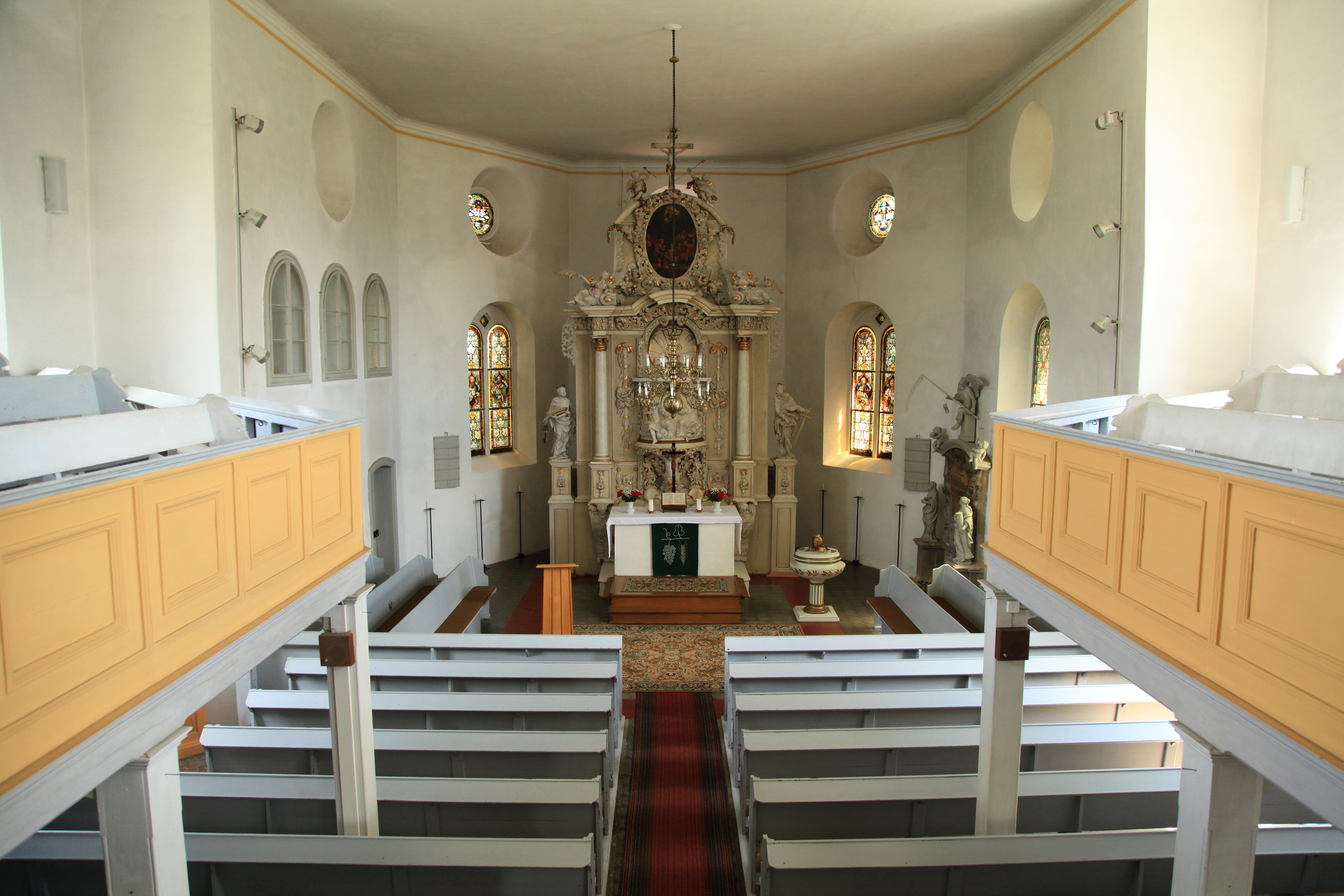
Blick durch die Kirche zum Altar (2012)

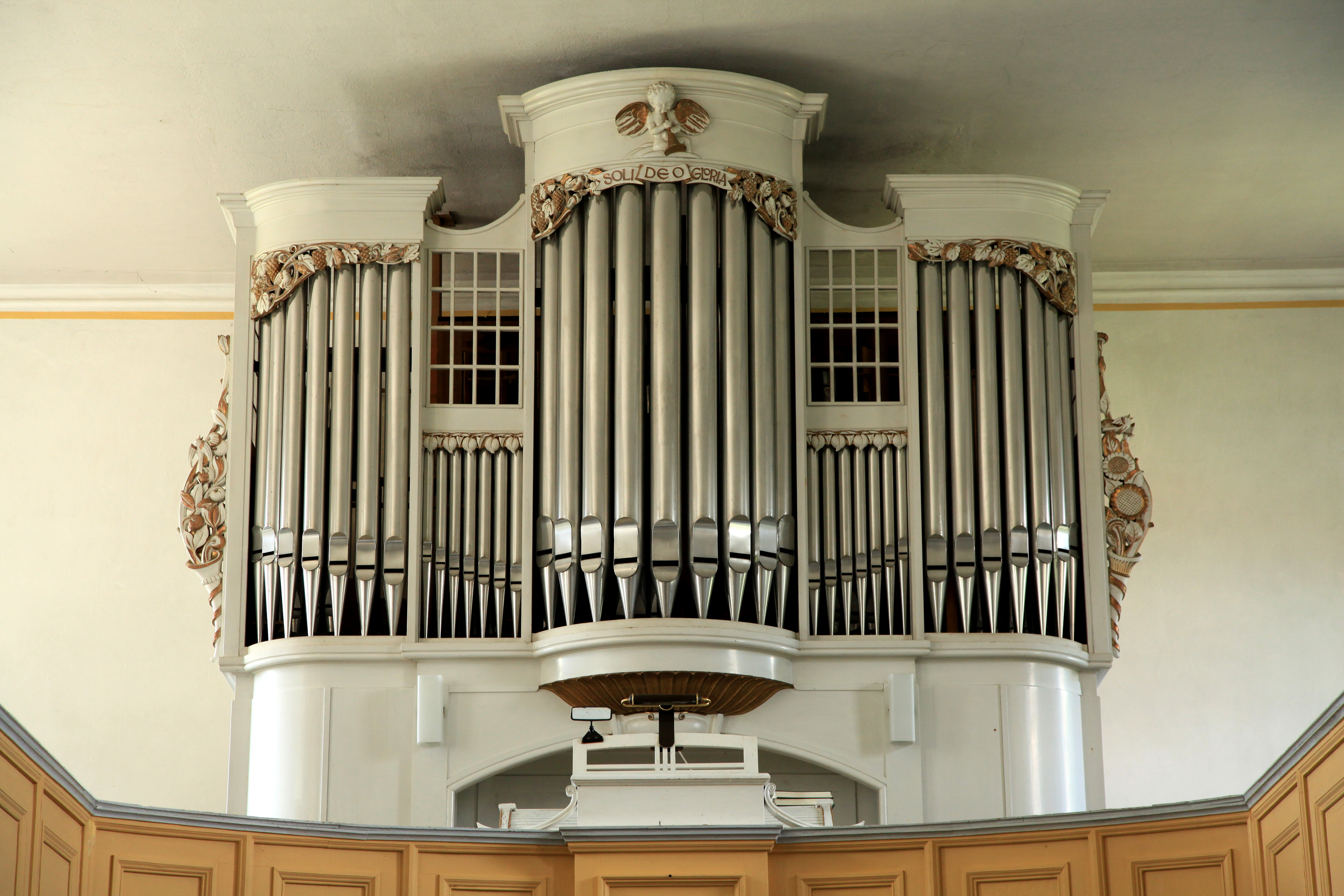
Orgel der Firma Schuster (2012)

Zur Ausstattung der Kirche in Milkel gehört ein weiß-gold gefasster hölzerner Kanzelaltar, der auf das Jahr 1686 datiert ist. Neben der Altarmensa befinden sich mit Ranken verzierte Säulen, die eine große Konsole mit Putten und Postamenten tragen. Dazwischen befindet sich eine Kanzel mit halbrundem Kanzelkorb; auf dem Korb ist die Dreifaltigkeit als Hochrelief dargestellt. Neben den Säulen stehen die Apostel Petrus und Paulus in Gewändern. Im Altargiebel ist auf einer großen ovalen Tafel die Geburt Christi dargestellt, seitlich über den Säulen liegen zwei Engel mit Palmenzweigen. Abgeschlossen wird der Altar durch einen Rundgiebel mit Kruzifix. Unter dem Altar befindet sich die Familiengruft der Herren von Ponickau und von Loeben.
Das Taufbecken aus Holz wurde vermutlich 1857 gebaut, die Taufschale aus Zinn wurde laut ihrer Inschrift 1624 von der Familie von Metzradt gestiftet und erstmals 1782, erneut 1827 und zuletzt 1857 umgegossen. In der Mitte des Kirchenschiffs hängt ein Hängeleuchter aus Messing aus dem späten 17. Jahrhundert. Die alte Orgel in der Milkeler Kirche wurde in den 1760er Jahren gebaut und 1945 durch Kampfhandlungen gegen Ende des Zweiten Weltkrieges zerstört. Die neue Orgel wurde 1949 oder 1950 von der Firma Orgelbau A. Schuster & Sohn in Olbersdorf gebaut und 2004 restauriert. Das Instrument hat 26 Register auf zwei Manualen und dem Pedal.

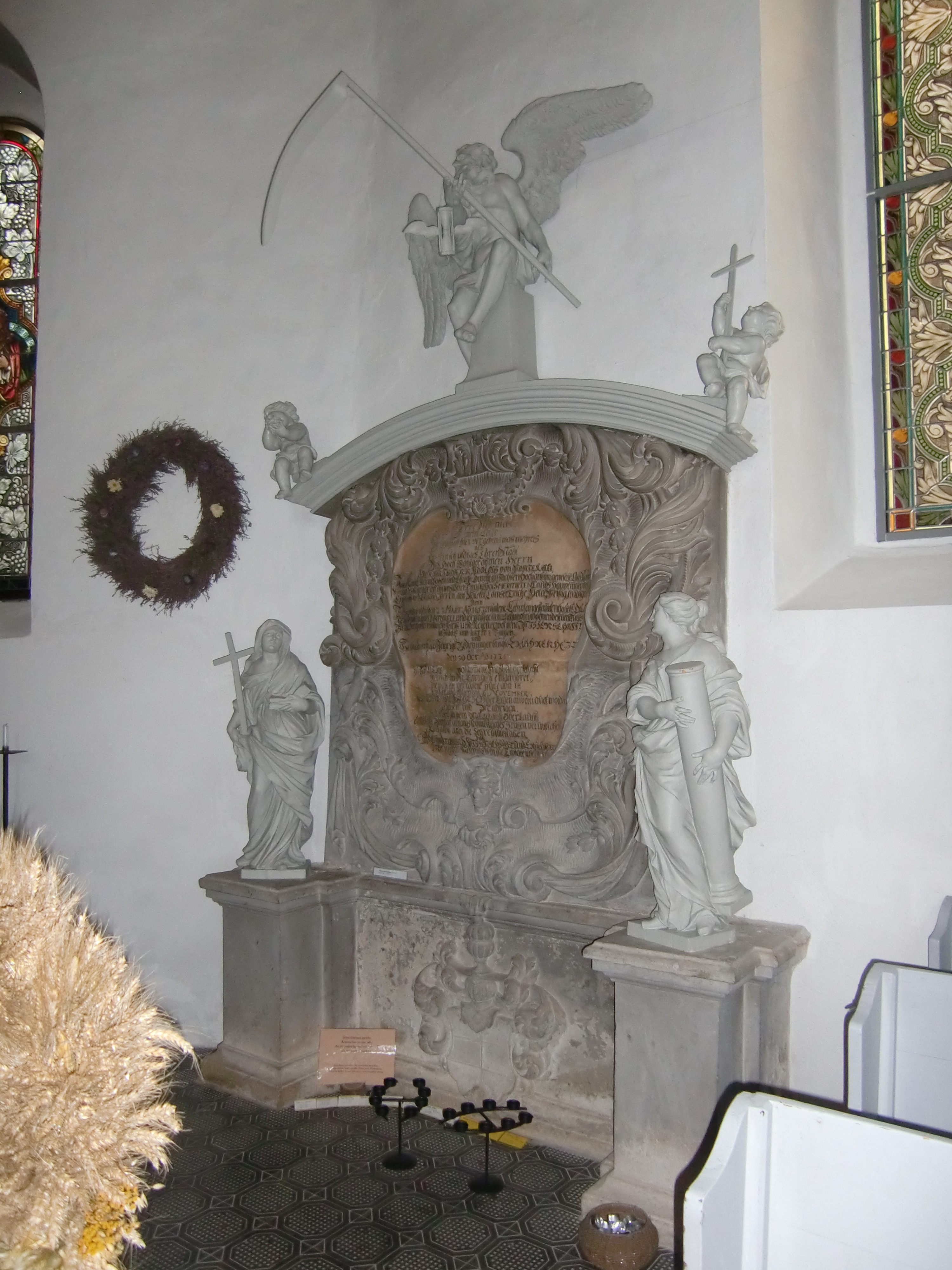
Epitaph für Johann von Ponickau (2009)

In der Kirche steht ein großes Sandsteinepitaph für Johann von Ponickau († 1751) auf einem Sockel mit Wappen und mit einer mit Ranken verzierten Schriftkartusche. Auf den seitlichen Postamenten stehen Figuren von Ecclesia und Fortitudo, abgeschlossen wird das Epitaph durch einen Segmentgiebel mit einer Chronosfigur und zwei trauernden Putten. An den Außenwänden befinden sich ein Sandsteingrabmal für Katharina von Schreibersdorf († 1604) mit dem Relief einer betenden Frau und ein Denkmal für Joseph von Gersdorff († 1608). Zwei weitere Denkmale befinden sich vor der Kirche für Heinrich von Gersdorff († 1628) als Ritter in Rüstung mit Feldbinde und für Melchior von Loeben († 1618), ebenfalls als Ritter in Rüstung mit Feldbinde und mit seitlichem Familienwappen.

## Kirchengemeinde
Die Kirchengemeinde Milkel wurde im Jahr 1322 erstmals erwähnt und war zu Beginn des 16. Jahrhunderts dem Archidiakonat Oberlausitz unterstellt. Spätestens 1554 wurde die Reformation eingeführt. Damals gehörten neben Milkel noch die Dörfer Bocka, Crosta, Drehna, Droben, Lippitsch, Lomske, Mönau, Oppitz, Rauden, Teicha und Wessel zur Kirchengemeinde. Nach der auf dem Wiener Kongress beschlossenen Teilung des Königreiches Sachsen kamen die Dörfer Drehna, Mönau und Rauden zum Königreich Preußen, weshalb sie 1823 aus Milkel in die Kirchengemeinde Uhyst umgegliedert wurden. 1864 wurde die Kirchengemeinde Milkel um die Dörfer Luppa und Luppedubrau erweitert, außerdem wurden die evangelischen Einwohner der überwiegend katholischen Gemeinden Brohna, Bornitz, Camina, Luttowitz und Merka der Kirchengemeinde Milkel zugewiesen. 1878 wurde in Luppa die Kirche Luppa gebaut, die zunächst eine Filialkirche von Milkel war. Brohna wurde 1892 nach Luppa; Bornitz, Luttowitz und Merka 1899 nach Quatitz umgepfarrt.
Milkel war im ausgehenden 19. Jahrhundert noch ein überwiegend sorbischsprachiges Dorf. Laut Arnošt Mukas Statistik über die Sorben in der Lausitz waren 1884 von 1463 Einwohnern der Kirchengemeinde 1330 Sorben und 133 Deutsche (von denen wiederum 87 die sorbische Sprache beherrschten), der sorbischsprachige Bevölkerungsanteil lag dementsprechend bei 96,9 Prozent. Gottesdienste fanden zu dieser Zeit jeden Sonntag zunächst in sorbischer und anschließend in deutscher Sprache statt, lediglich zur fünfmal jährlich stattfindenden deutschsprachigen Beichte wurde der deutschsprachige Gottesdienst zuerst abgehalten. In der Kirchschule in Milkel wurden 1884 333 Schulkinder unterrichtet, von denen 324 Sorben waren. 1995 ging mit Werner Feustel der letzte sorbischsprachige Pfarrer in den Ruhestand. In den Jahren 1960, 1979 und 2000 fand jeweils der Sorbische Evangelische Kirchentag in Milkel statt.
Seit 2022 gehört die Pfarrgemeinde zusammen mit Königswartha, Neschwitz, Klix und Quatitz zum Kirchspiel Oberlausitzer Heide- und Teichlandschaft.